# SNR G1.9+0.3
SNR G1.9+0.3 – najmłodsza znana pozostałość po supernowej położona w naszej Galaktyce, znajduje się w gwiazdozbiorze Strzelca. Ocenia się, że supernowa, po której pozostała już tylko mgławica, eksplodowała ok. 25 tysięcy lat temu, a światło z niej dotarło do Ziemi około roku 1868. Promień pozostałości wynosi ponad 1,3 roku świetlnego.
Supernowa nie była widziana z Ziemi, ponieważ wybuchła ona w pobliżu centrum Galaktyki i była przesłonięta gęstym obłokiem pyłowym i gazowym.  Sama pozostałość została odkryta w ramach przeglądu nieba 2MASS w długości promieniowania podczerwonego.
Pozostałość rozszerza się z bardzo dużą, niespotykaną wśród pozostałości po supernowych, szybkością wynoszącą około 5 procent szybkości światła.